# Paradoja de Ehrenfest
La paradoja de Ehrenfest, formulada por Paul Ehrenfest, se refiere a la rotación de un disco "rígido" en la teoría de la relatividad.
En una primera formulación, en su formulación original (de 1909), Paul Ehrenfest analizó un cilindro idealmente rígido, que se hace girar sobre su propio eje de simetría. De ese modo, lo puso en relación con el concepto de rigidez de Born dentro de la relatividad especial.
En su primera formulación, el radio R, visto en el marco del laboratorio, es siempre perpendicular a su movimiento y, por tanto, debe ser igual o equivalente a su valor R0 cuando se encuentra estacionario. Sin embargo, la circunferencia (2πR) debería aparecer contraída en Lorentz, a un valor menor que en reposo, por el factor habitual γ. Esto, que a priori podría parecer evidente, lleva a la contradicción de que R = R0 y, a su vez, R < R0.
Esta paradoja fue explorada en mayor profundidad por el físico Albert Einstein, quien demostró que dado que la medición de dos varillas alineadas a lo largo de la periferia y moviéndose con ella, deberían aparecer contraídas, se ampliaría el espacio más alrededor de la circunferencia, lo que daría lugar a una medición mayor de 2πR. Esto indica que, para los observadores en rotación, la geometría no es euclidiana, un hallazgo importante para el desarrollo de la relatividad general de Einstein.
Una conclusión que se deriva de lo anterior es que, cualquier objeto rígido hecho de material real que gire con una velocidad transversal cercana a la velocidad del sonido de ese material, debe exceder el punto de ruptura debido a la fuerza centrífuga, porque la presión centrífuga no puede exceder el módulo de corte de ese mismo material. Así:
{\displaystyle {\frac {F}{S}}={\frac {mv^{2}}{rS}}<{\frac {mc_{s}^{2}}{rS}}\approx {\frac {mG}{rS\rho }}\approx G}
dónde {\displaystyle c_{s}} es la velocidad del sonido, {\displaystyle \rho } es la densidad del material, y {\displaystyle G} es el módulo de corte. De ese modo, cuando velocidades relativistas son consideradas, se trata sólo de un experimento mental. La materia degenerada en neutrones podría permitir velocidades cercanas a la velocidad de la luz, c, ya que la velocidad de oscilación de una estrella de neutrones es relativista (aunque no sea correcto decir que estos cuerpos sean estrictamente "rígidos").

## Esencia de la paradoja
Sea un disco de radio R que gira con una velocidad angular constante {\displaystyle \omega }:

Paradoja de Ehrenfest: la circunferencia de un disco giratorio debe contraerse pero no su radio, ya que el radio es perpendicular a la propia dirección del movimiento.

Su sistema de referencias está fijado a un centro estacionario (el centro estacionario del mismo disco). Entonces, si la magnitud de la velocidad relativa de cualquier punto en la circunferencia del disco puede decirse que es {\displaystyle \omega R}, entonces, la circunferencia se verá modificada bajo una contracción de Lorentz a razón de un factor de {\displaystyle {\sqrt {1-(\omega R)^{2}/c^{2}}}} .
Sin embargo, como el radio es perpendicular a la dirección del movimiento, no sufrirá ninguna contracción. Entonces:
{\displaystyle {\frac {\mathrm {circunferencia} }{\mathrm {diametro} }}={\frac {2\pi R{\sqrt {1-(\omega R)^{2}/c^{2}}}}{2R}}=\pi {\sqrt {1-(\omega R)^{2}/c^{2}}}.}
He aquí la paradoja, ya que, de acuerdo con la geometría euclidiana, debería ser exactamente igual a π.

## El argumento de Ehrenfest
Como se ha indicado anteriormente, Ehrenfest consideró un cilindro de Born rígido ideal, efectivamente hecho ideal para rotar. Bajo la premisa de que el cilindro ni se expande ni se contrae, su radio permanece (o debería permanecer) igual. Sin embargo, las varillas para medir, que fueron dispuestas para medir la circunferencia (esto es, {\displaystyle 2\pi R}) deberá verse afectada por una contracción de Lorentz, hasta un valor menor del que se encontraba en reposo, por un factor habitual γ. Es lo que lleva a la paradoja (las varillas rígidas para medir tendrían que separarse la una de la otra, debido a la propia contracción de Lorentz). Esta discrepancia observada por Ehrenfest parece sugerir que, un disco rígido de Born rotando, debería romperse.
Ehrenfest argumentó, por reductio ad absurdum, que la rigidez de Born, en consecuencia, no es compatible de manera general con la relatividad especial de Einstein: según la relatividad especial, un objeto no puede girar desde un estado no giratorio manteniendo la rigidez de Born, y, una vez alcanzada una velocidad angular {\displaystyle \omega } constante distinta de cero, continuar manteniendo la rigidez de Born sin violar la relatividad especial, y (como demostró Einstein más tarde) un observador asentado en un disco medirá una circunferencia C': {\displaystyle C^{\prime }={\frac {2\pi R}{\sqrt {1-v^{2}/c^{2}}}}.}

## Einstein y la relatividad general
Estos aspectos del disco giratorio y su conexión con la rigidez, fue también uno de los importantes experimentos mentales propuestos por Albert Einstein en el desarrollo de su propia teoría general: la relatividad general. Hizo referencia a ello en varias ocasiones, en sus trabajos de 1912, 1916, 1917, y 1922. Y sacó como conclusión de ello que la geometría del disco se vuelve no-euclidiana, para un observador que se encuentre en corrotación. En ese sentido Einstein (1922) escribió:
66ff: "Imaginemos un círculo dibujado alrededor de un centro, con origen en el plano x'y' de K' y un diámetro que resulta de ese círculo. Además, hemos dispuesto un gran número de varillas rígidas iguales entre sí. Vamos a disponerlas en series, alrededor (circundando la periferia del círculo) rodeando su diámetro, encontrándose en reposo con respecto a K'. Ahora, si U corresponde al número de varillas alrededor de la periferia, D al número a lo largo del diámetro, entonces, si K' no girara con respecto a K, tendremos {\displaystyle U/D=\pi } . Pero si, por el contrario, K' gira, obtendremos un resultado diferente. Supongamos que en un tiempo t definido de K, determinamos los extremos de todas las varillas. Todas las varillas con respecto a K, (en la periferia) experimentan la contracción de Lorentz, pero las varillas del diámetro, en cambio, no experimentarán esta contracción (¡a lo largo de su longitud!). Por lo tanto, puede deducirse que: {\displaystyle U/D>\pi }." 

 "De esto, se sigue y deduce que, las leyes de configuración de los cuerpos rígidos con respecto a K' no se encuentran de acuerdo o no concuerdan, con las leyes de configuración de aquellos cuerpos rígidos que están de acuerdo con la geometría euclidiana. Si colocáramos además dos relojes similares (que giran con K'), uno situado en la periferia y el otro fijado en el mismo centro del círculo, entonces, desde K, el reloj de la periferia irá más lento que el reloj en el centro a juicio de un observador colocado en K. Lo mismo debería ocurrir, juzgado desde K', si definimos el tiempo con respecto a K' de una manera no del todo antinatural, es decir, de forma que las leyes con respecto a K' dependan, explícitamente, del tiempo. Por lo tanto, espacio y tiempo no pueden ser definidos con respecto a K' con respecto a los sistemas inerciales, como lo estaban en la teoría especial de la relatividad. Pero, de acuerdo al principio de equivalencia, K' también debería considerarse como un sistema en reposo, respecto del cual existirá un campo gravitacional (campo de fuerza centrífuga y fuerza de Coriolis). Así, llegamos al siguiente resultado: el campo gravitatorio influye e incluso determina las leyes métricas del continuo espacio-tiempo. Si las leyes de configuración de los cuerpos rígidos ideales se deben expresar geométricamente, entonces, en presencia de un campo gravitacional, la geometría resultará no ser euclídea."

## Breve historia
Las citas de los artículos mencionados a continuación (y muchos otros que no lo fueron) pueden hallarse en el trabajo publicado por Øyvind Grøn, el cual se encuentra disponible en línea como una buena referencia para ampliar conocimientos acerca de la paradoja de Ehrenfest.

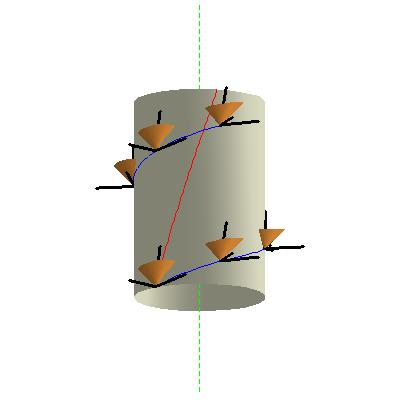
Esta figura muestra la línea mundial de un observador de Langevin (curva helicoidal roja). La figura también muestra los conos de luz en varios eventos con el campo de fotograma del observador de Langevin pasando por ese mismo evento.

- 1909: Max Born introduce la noción de movimiento rígido en la teoría de la relatividad especial.[7]
- 1909: tras estudiar la noción de la rigidez de Born, mediante una paradoja sobre un cilindro ideal, Paul Ehrenfest demostró dicho cilindro, al ir del reposo a la rotación, que la mayoría de los movimientos de cuerpos extendidos no pueden seguir la rigidez de Born. [1][2]
- 1910: año en el que Gustav Herglotz y Fritz Noether elaboraron, de manera independiente, el modelo de Born y demostraron que la rigidez de Born sólo permite tres grados de libertad para los cuerpos en movimiento (teorema de Herglotz-Noether). Sirváse de ejemplo, la evidencia de que es posible que un cuerpo rígido esté ejecutando una rotación uniforme, pero una rotación acelerada sería imposible. Por lo tanto, un cuerpo rígido de Born no puede pasar de un estado de reposo a una rotación, lo que confirma el resultado de la paradoja de Ehrenfest.[8][9]
- 1910: Max Planck atrae la atención sobre el hecho de que no se debería confundir el problema de la contracción de un disco debido a su rotación, con el de lo que medirán los observadores asentados sobre el disco, en comparación con los observadores estacionarios. Llama la atención y sugiere que, resolver el primer problema, requerirá introducir algún modelo material y emplear la teoría de la elasticidad.[10]
- 1910: Theodor Kaluza señaló que, en realidad, no hay nada intrínsecamente paradójico en que los observadores estáticos y los que viajan en disco obtengan resultados diferentes para la circunferencia. Sin embargo, según sostiene Kaluza, esto implica, que "la geometría del disco giratorio no es euclidea". También afirmó (sin pruebas) que esta geometría es, de hecho, esencialmente la geometría del plano hiperbólico.[11]
- 1911: Vladimir Varićak observa y argumenta que, la paradoja, sólo ocurre desde el punto de vista de Lorentz, donde los cuerpos rígidos se contraen, pero no si la contracción fue "causada por la forma de regulación de nuestro reloj y la medición de longitud". Einstein publicó una refutación, negando que su punto de vista fuera diferente del de Lorentz.
- 1911: año en el que Max von Laue demuestra que, un cuerpo acelerado, tendrá un número infinito de grados de libertad, por lo que no pueden existir cuerpos rígidos en la relatividad especial.[12]
- 1916: mientras redactaba su nueva teoría general de la relatividad, Albert Einstein observó que, los observadores asentados en un disco, miden una circunferencia de mayor longitud, C'  = 2πr/(1− v2)1/2. Es decir, debido a que las reglas que se mueven paralelas a su eje longitudinal parecen más cortas según los observadores estáticos. Los observadores asentados en el disco pueden colocar más varillas más pequeñas de una longitud determinada, alrededor de la circunferencia de lo que los observadores estacionarios podrían.
- 1922: en su libro fundamental "La teoría matemática de la relatividad" (p. 113), A. S. Eddington realizó el cálculo de una contracción del radio del disco giratorio (en comparación con escalas estacionarias) de un cuarto del factor de la contracción de Lorentz aplicado a la circunferencia.
- 1935: Paul Langevin introduce un marco móvil (o campo de marco en lenguaje moderno) esencialmente correspondiente a la familia de observadores montados en discos, ahora llamados observadores de Langevin. (Véase la figura). Langevin también muestra que las distancias medidas por observadores de Langevin cercanos corresponden a una determinada métrica de Riemann, ahora llamada métrica de Langevin-Landau-Lifschitz.[13]
- 1937: Jan Weyssenhoff (ahora conocido por su trabajo sobre las conexiones de Cartan con curvatura cero y torsión distinta de cero) observó que los observadores de Langevin no son ortogonales de su hipersuperficie. Por lo tanto, la métrica de Langevin-Landau-Lifschitz se define, no en alguna hiperporción del espacio-tiempo de Minkowski, sino en el espacio cociente obtenido al reemplazar cada línea mundial con un punto. Esto da una variedad suave tridimensional que se convierte en una variedad de Riemann cuando agregamos la estructura métrica.
- 1946: Nathan Rosen mostró que los observadores inerciales en co-movimiento instantáneo con los observadores de Langevin, también miden pequeñas distancias dadas por la métrica de Langevin-Landau-Lifschitz.
- 1946: Edward Lee Hill analizó las tensiones relativistas en un material en el que (en términos generales) la velocidad del sonido es igual a la velocidad de la luz y muestra que éstas, simplemente, cancelan la expansión radial debida a la propia fuerza centrífuga (en cualquier material físicamente real, los efectos relativistas disminuyen pero no anulan, la expansión radial). Hill observó y corrigió los errores en análisis anteriores (de Arthur Eddington y otros).[14]
- 1952: C. Møller intenta estudiar geodésicas nulas desde el punto de vista de observadores asentados en discos giratorios (pero intenta incorrectamente utilizar cortes en lugar del espacio cociente apropiado).
- 1968: V. Cantoni proporcionó una explicación sencilla, puramente cinemática, de la paradoja de Ehrenfest, al mostrar que "una de las suposiciones contenidas implícitamente en el enunciado de la paradoja de Ehrenfest no es correcta, siendo la suposición que la geometría del espacio-tiempo de Minkowski permite el paso del disco desde el reposo hasta la rotación, de tal manera que tanto la longitud del radio como la longitud de la periferia, medidas con respecto al sistema de referencia en co-movimiento, permanezcan sin cambios".
- 1975: Øyvind Grøn escribió un artículo de revisión clásico sobre las soluciones de la "paradoja de Ehrenfest".[15]
- 1977: Grünbaum y Janis introducen una noción de "no rigidez", físicamente realizable, que se puede aplicar al giro de un disco inicialmente no giratorio (esta noción no es físicamente realista para materiales reales con los que se podría hacer un disco, pero es útil para experimentos mentales).[16]
- 1981: Grøn observa que la ley de Hooke no es consistente con las transformaciones de Lorentz e introduce una generalización relativista.
- 1997: T. A. Weber introduce explícitamente el campo de marco asociado con los observadores de Langevin.
- 2000: Hrvoje Nikolić señala que la paradoja desaparece cuando (de acuerdo con la teoría general de la relatividad) cada pieza del disco giratorio se trata por separado, como si viviera en su propio marco local no inercial.[17]
- 2002: Rizzi y Ruggiero introducen explícitamente la variedad cociente mencionada anteriormente.[18]
- 2024: Jitendra Kumar analiza la paradoja de un anillo y señala que la resolución depende de cómo se lleva el anillo del reposo al movimiento de rotación, ya sea manteniendo constante la longitud en reposo (de la periferia) en cuyo caso la periferia se desgarraría, o manteniendo la longitud de la periferia en el marco inercial constante (en cuyo caso la periferia se estira físicamente, aumentando su longitud en reposo).[19]

## Resolución de la paradoja
En el trabajo de Grøn y Hervik (2007), se afirma que la resolución de la paradoja surge de la imposibilidad de sincronizar relojes en un sistema de referencia giratorio. Es decir, si dos observadores en la circunferencia giratoria intentaran sincronizar sus relojes alrededor de la circunferencia para establecer el tiempo del disco, habría una diferencia horaria (temporal) entre los dos puntos donde estos se encontrarían.
La resolución moderna puede resumirse como sigue:
1. Las pequeñas distancias medidas por observadores asentados en discos se describen mediante la métrica de Langevin-Landau-Lifschitz, que está, efectivamente, correctamente aproximada (para velocidades angulares pequeñas) por la geometría del plano hiperbólico, tal como Kaluza había afirmado.
2. Para materiales físicamente razonables, durante la fase de giro un disco real se expande radialmente debido a las fuerzas centrífugas; las correcciones relativistas contrarrestan parcialmente (pero no cancelan) este efecto newtoniano. Tras lograrse y una vez se logra, una rotación (en estado estable) y se ha permitido que el disco se relaje, la geometría "en lo pequeño" viene dada aproximadamente por la métrica de Langevin-Landau-Lifschitz.

### Citas
1. 1 2 3 4  Ehrenfest, Paul (1909). «Gleichförmige rotation starrer körper und relativitätstheorie.». Physikalische Zeitschrift, 10, 918. Consultado el 13 de febrero de 2024.
2. 1 2 3  «Index:Gleichförmige Rotation starrer Körper und Relativitätstheorie.djvu – Wikisource». de.wikisource.org (en alemán). Consultado el 13 de febrero de 2024.
3. 1 2  Fayngold, Moses (21 de julio de 2008). Special Relativity and How it Works (en inglés). John Wiley & Sons. ISBN 978-3-527-40607-4. Consultado el 13 de febrero de 2024.
4. 1 2 3  Grøn, Øvind (2004).  Rizzi, Guido, ed. Space Geometry in Rotating Reference Frames: A Historical Appraisal. Fundamental Theories of Physics (en inglés). Springer Netherlands. pp. 285-333. ISBN 978-94-017-0528-8. doi:10.1007/978-94-017-0528-8_17. Consultado el 13 de febrero de 2024.
5. 1 2  Stachel, John (1980). "Einstein and the Rigidly Rotating Disk". In Held, A. (ed.). General Relativity and Gravitation. New York: Springer. ISBN 978-0-306-40266-1.
6. ↑  Einstein, Albert (6 de febrero de 2003). The Meaning of Relativity. Routledge. ISBN 978-0-203-44953-0. doi:10.4324/9780203449530/meaning-relativity-albert-einstein. Consultado el 13 de febrero de 2024.
7. ↑  Born, Max (1909-01). «Die Theorie des starren Elektrons in der Kinematik des Relativitätsprinzips». Annalen der Physik (en inglés) 335 (11): 1-56. ISSN 0003-3804. doi:10.1002/andp.19093351102. Consultado el 13 de febrero de 2024.
8. ↑  Herglotz, G. (1910-01). «Über den vom Standpunkt des Relativitätsprinzips aus als „starr”︁ zu bezeichnenden Körper». Annalen der Physik (en inglés) 336 (2): 393-415. ISSN 0003-3804. doi:10.1002/andp.19103360208. Consultado el 13 de febrero de 2024.
9. ↑  Noether, Fritz (1910-01). «Zur Kinematik des starren Körpers in der Relativtheorie». Annalen der Physik (en inglés) 336 (5): 919-944. ISSN 0003-3804. doi:10.1002/andp.19103360504. Consultado el 13 de febrero de 2024.
10. ↑  Planck, Max, Gleichförmige Rotation und Lorentz-Kontraktion, Physikalische Zeitschrift, 11, 294, consultado el 13 de febrero de 2024.
11. ↑  Kaluza, Theodor (1910). "Zur Relativitätstheorie" [On the Theory of Relativity]. (en alemán). Physikalische Zeitschrift, 11. pp. 977-978. Consultado el 13 de febrero de 2024.
12. ↑  von Laue, Max (1911). "Zur Diskussion über den starren Körper in der Relativitätstheorie"  [On the Discussion Concerning Rigid Bodies in the Theory of Relativity]. (en alemán). Physikalische Zeitschrift, 12. pp. 85-87. Consultado el 13 de febrero de 2024.
13. ↑  Langevin, Paul (1935). «"Remarques au sujet de la Note de Prunier"». C. R. Acad. Sci. Paris, 200: 48-51.
14. ↑  Hill, E. L. (1 de mayo de 1946). «A Note on the Relativistic Problem of Uniform Rotation». Physical Review 69 (9-10): 488-491. doi:10.1103/PhysRev.69.488. Consultado el 13 de febrero de 2024.
15. ↑  Grøn, Ø. (1975). «"Relativistic description of a rotating disk".». Am. J. Phys. 43(10): 869–876. doi:10.1119/1.9969. Consultado el 13 de febrero de 2024.
16. ↑  Grünbaum, Adolf; Janis, Allen I. (1979).  Salmon, Wesley C., ed. The Geometry of the Rotating Disk in the Special Theory of Relativity. Synthese Library (en inglés). Springer Netherlands. pp. 321-339. ISBN 978-94-009-9404-1. doi:10.1007/978-94-009-9404-1_11. Consultado el 13 de febrero de 2024.
17. ↑  Nikolić, Hrvoje (15 de febrero de 2000). «Relativistic contraction and related effects in noninertial frames». Physical Review A 61 (3): 032109. doi:10.1103/PhysRevA.61.032109. Consultado el 13 de febrero de 2024.
18. ↑  Rizzi, Guido; Ruggiero, Matteo Luca (1 de octubre de 2002). «Space Geometry of Rotating Platforms: An Operational Approach». Foundations of Physics (en inglés) 32 (10): 1525-1556. ISSN 1572-9516. doi:10.1023/A:1020427318877. Consultado el 13 de febrero de 2024.
19. ↑  Kumar, Jitendra (1 de febrero de 2024). «Ehrenfest paradox: A careful examination». American Journal of Physics 92 (2): 140-145. ISSN 0002-9505. doi:10.1119/5.0153190. Consultado el 13 de febrero de 2024.
20. ↑  Grøn, Øyvind; Hervik, Sigbjorn (24 de agosto de 2007). Einstein's General Theory of Relativity: With Modern Applications in Cosmology (en inglés). Springer Science & Business Media. ISBN 978-0-387-69200-5. Consultado el 13 de febrero de 2024.